# Efe Godoy
Efe Godoy (Sete Lagoas, Minas Gerais, 1988)  é uma artista plástica e vocalista brasileira transgênero. Trabalhando com desenho e pintura, mas também com música e performance, suas obras se destacam pelo hibridismo.

## Biografia
Efe Godoy é filha de uma professora e de um ornitólogo. Em 2011, mudou-se  para Belo Horizonte, as 21 anos, onde estudou Artes Plásticas, na Escola Guignard. Aos 7 anos, recebeu uma leitura de mãos de uma senhora chamada Carmen, no Rio de Janeiro, que indicou seu futuro na arte.
Sua primeira exposição individual, realizada em 2015, chamou-se  "Por enquanto pássaros", e aconteceu na Galeira de Arte BDMG Cultural. A mostra incluiu mais de oitenta desenhos da artista. Em novembro do mesmo ano, participou no projeto Telas Urbanas, desenvolvido na Avenida Antônio Carlos, na região da Pampulha, em Belo Horizonte, com obra destacada em trabalho científico apresentado em 2016, no  12º Congresso Brasileiro de Pesquisa e Desenvolvimento em Design. Em 2016, sua performance Homem-Capivara foi selecionada para participar da 6ª Edição do Bolsa Pampulha. Nessa performance, Godoy veste a cabeça artificial de uma capivara, feita por membros do Grupo Pigmaleão, e replica a rotina do animal, incluindo "tomar sol nos jardins de Burle Marx."
| “           | “Escrevo coisas que vão virar imagens ou a própria palavra vira um trabalho.” | ” |
| — Efe Godoy |                                                                               |   |

Entre junho e julho de 2018, em residência artística no Centro de Fotografia de Montevidéu, realizou a exposição Hasta convertirse en la cosa observada, juntamente com a artista Marci Silva. No mesmo ano, entre outubro e novembro, participou de residência artística no Instituto Adelina, em São Paulo.
Em 2019, realizou a exposição individual  Estranho familiar, na Galeria Celma Albuquerque, com obras criadas pela artista nos dois anos anteriores. Godoy também passou a habitar o local onde era realizada a exibição, e as obras que criou durante aquele período foram sendo adicionadas à exposição. Compartilha a casa/ateliê onde mora com Céu, uma Lulu da Pomerânia.
Além de artista plástica, Efe é vocalista na banda de música psicodélica Absinto Muito.
Em entrevista de junho de 2021, à revista Harper's Bazaar, Efe conta que Ventura Profana é sua inspiração musical e diz ser gênero-fluido.

## Exposições individuais
- 2015: Por enquanto pássaros, Galeria de Arte BDMG Cultural;
- 2016: Como se eu estivesse lá, Aliança Francesa BH;[19]
- 2017: No mesmo tempo que crescem as plantas e todas as coisas, Memorial Minas Gerais Vale;[20]
- 2019: Estranho familiar, Galeria Celma Albuquerque.

## Prêmios e reconhecimentos
- 2013 - Menção honrosa Salão de Itabirito[21]
- 2013 - Prêmio Paraty de Arte Contemporânea[21]
- 2015-2016 - Bolsa Pampulha[8]
- 2016 - PREMIO Jovens artistas Mineiros, Memorial Minas Vale[21]
- 2018 - Residência artística no EAC-Montevideo_UY[8]
- 2018 - Residência Adelina _SP[8]
- 2020 - PRÊMIO SARP – Salão de Arte de Ribeirão Preto[8]
- 2021 - Prêmio Mabri – pequenos formatos[8]
- 2022 - Indicada ao PRÊMIO PIPA[8][22][23]